# Vera Stanevici
Vera Oskarovna Stanevici (în rusă Вера Оскаровна Станевич, n. 14/26 decembrie 1890, Penza, Imperiul Rus – d. 26 decembrie 1967, Moscova, URSS) a fost o poetă a Veacului de argint al literaturii ruse și traducătoare de literatură occidentală.

## Biografie
S-a născut la Penza, ca fiică a directorului spitalului orășenesc, medicul Oskar Kazimirovici Stanevici (?-1912). A urmat la Moscova secția de filozofie a Școlii de Studii Superioare pentru femei. În 1911 s-a căsătorit cu poetul Iulian Anisimov. Fiul lor, Boris, a murit de scarlatină în 1934.
Apartamentul soților Anisimov a fost într-un fel un salon literar, fiind frecventat de diferiți scriitori printre care Andrei Belîi și Serghei Esenin.
Vera Stanevici și soțul ei au organizat cercul literar Serdar, în care mai făceau parte Boris Pasternak, Serghei Durîlin, Boris Sadovskoi, Konstantin Loks și alții.
Unul dintre participanții la aceste întâlniri, Konstantin Loks, și-a amintit de Vera Stanevici: „Adora orice fel de extravaganță, mergea uneori acasă în pantaloni scurți și avea, în general, diferite obiceiuri masculine. Prin urmare, A. Belîi, de care ea era îndrăgostită, nu a numit-o Stanevici (numele ei de familie), ci Ștanevici.”
Din mai 1919 până în aprilie 1920, Vera Anisimova-Stanevici a fost angajată cercetător științific la Muzeul Rumianțev din Moscova.

## Activitatea literară
Începând să scrie poezii, Vera Stanevici a participat la viața literară a grupului Lirika, organizat de poetul Serghei Bobrov. A frecventat „cercul ritmic” al lui Andrei Belîi.
A debutat cu cinci poezii în volumul Lirika (1913), în care au mai fost publicate poeziile lui Boris Pasternak, Iulian Anisimov, Nikolai Аseev, Aleksei Sidorov, Semion Rubanovici, Serghei Durîlin sub pseudonimul S. Raevski, Konstantin Loks. În 1917 a publicat mai multe povestiri în revista Russkaia mîsl.
La începutul anului 1914, grupul Lirika s-a despărțit, Bobrov, Aseev și Pasternak au decis să organizeze o comunitate mai radicală ― prin urmare, a apărut grupul Țentrifuga.
Încă din tinerețe, Vera Stanevici a devenit interesată de traducerea artistică. În 1912, Boris Pasternak i-a prezentat poezia lui Rilke, pe care a încercat să o traducă. Stanevici și Iulian Anisimov au început să traducă „Ceasosolov”. „Boris Pasternak a ascultat versiunile, le-a discutat și a schițat propria sa versiune. Urmele acestor activități au rămas în paginile cărții, de care Pasternak nu s-a mai despărțit niciodată”.
Cunoscând bine limbile europene și rămânând singură în anii 1940, Vera Stanevici și-a petrecut întreaga viață traducând proză europeană. A tradus romanele și povestirile lui Charlotte Brontë, Balzac, Lion Feuchtwanger, Thomas Mann, Herbert G. Wells, Arthur Conan Doyle, Jack London, Jules Verne (Insula misterioasă), E. M. Remarque (Obeliscul negru), Franz Kafka etc. Aproape toate aceste romane au fost republicate de mai multe ori.
La solicitarea redacției ea a scris două articole despre traducerea literar-artistică: „Traducerea creativă a prozei artistice” (Drujba narodov, 1958, nr. 8) și „Unele probleme ale traducerii prozei” (Masterstvo perevoda. ― Sovetski pisateli, Moscova, 1959).